# Wacław Jerzy Hryniewicz

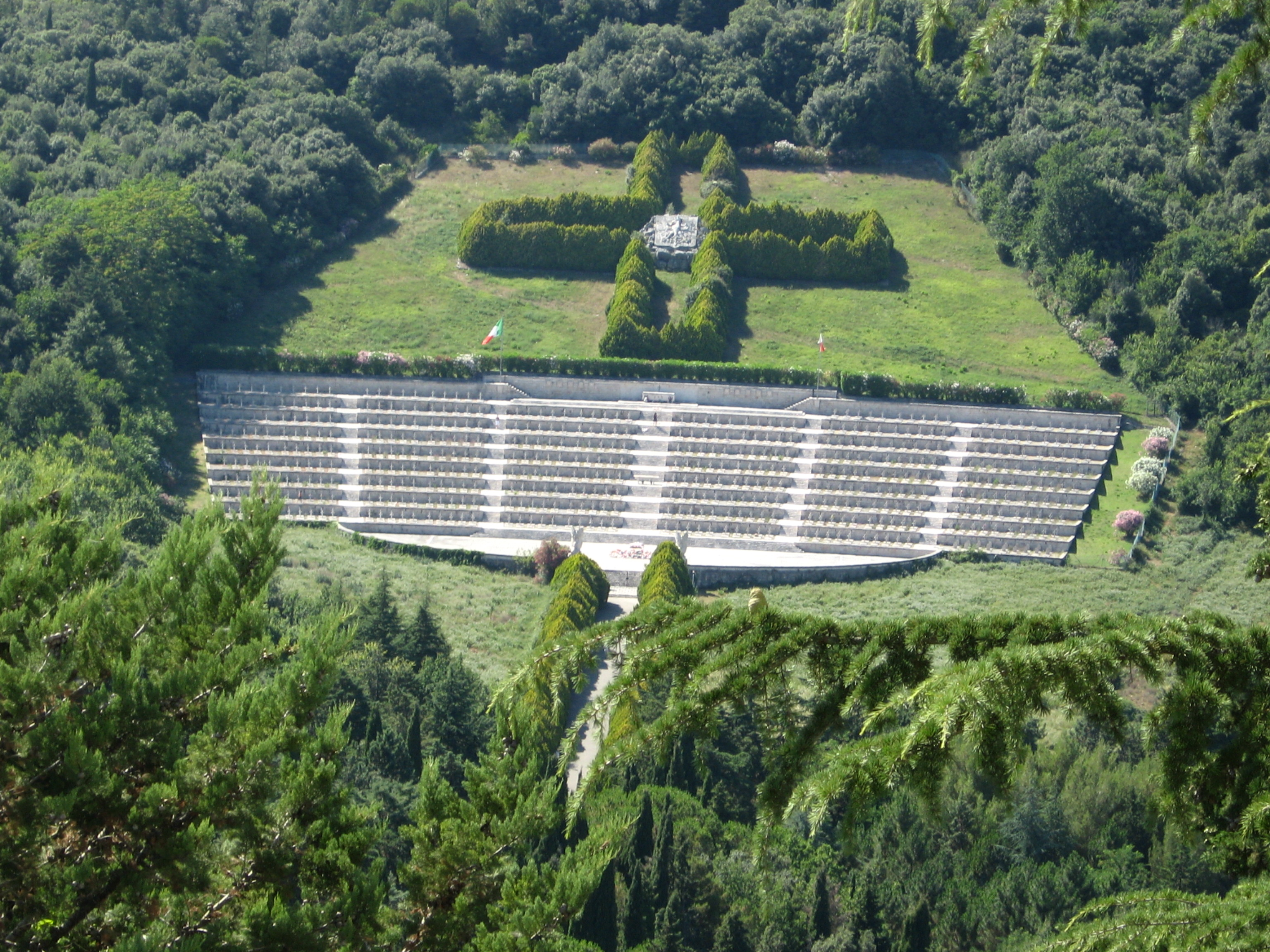
Polski Cmentarz Wojenny na Monte Cassino

Wacław Jerzy Hryniewicz (ur. 10 stycznia 1909 w Petersburgu, zm. 1987 w Londynie) – polski architekt, projektant wnętrz i plakacista.

## Życiorys
Ukończył studia na Wydziale Architektury Politechniki Warszawskiej, po których podjął pracę architekta. W 1937 uczestniczył w tworzeniu pawilonu polskiego na Międzynarodowej Wystawie Sztuki, Techniki i Życia Nowoczesnego (Exposition internationale des arts et des techniques appliqués à la vie moderne) w Paryżu.
We wrześniu 1939 po agresji ZSRR na Polskę dostał się do sowieckiej niewoli. W 1941 na mocy ustaleń układu Sikorski-Majski został zwolniony z łagru i mógł wstąpić do Polskich Sił Zbrojnych w ZSRR pod dowództwem gen. Władysława Andersa. Powstały w ten sposób 2 Korpus Polski stał się w 1942 filarem Polskich Sił Zbrojnych na Zachodzie. W szeregach 2. korpusu wziął udział w bitwie o Monte Cassino w 1944. Jeszcze podczas trwania bitwy, bo 18 maja gen. Anders podjął decyzję o utworzeniu cmentarza wojennego dla poległych w niej żołnierzy. Wraz z Jerzym Skolimowskim Wacław Hryniewicz zaprojektował nekropolię, która powstała na przełomie lat 1944–1945.
Po zakończeniu II wojny światowej i demobilizacji w 1945 osiadł na stałe w Wielkiej Brytanii. Zmarł w Londynie, lecz został pochowany na swoim cmentarzu na Monte Cassino.

## Dokonania
- Restauracja na Gubałówce w Zakopanem (1939) – autorzy: Arseniusz Romanowicz, Piotr Szymaniak i Jacek Szwemin, współpraca: Zygmunt Kotyński, Eugeniusz Szparkowski, Wacław Kowalik, Antoni Kenar i Kazimierz Mann[4]
- Polski Cmentarz Wojenny na Monte Cassino (1944–1945) – współautor: Jerzy Skolimowski

### Konkursy
- Projekt rozplanowania terenów Pola Mokotowskiego i folwarku Rakowiec wraz z przyległymi terenami państwowymi i prywatnymi (1934) – współautorzy: Helena Morsztynkiewiczowa, Jerzy Hryniewiecki, J. Stanisławska, Wacław Podlewski i Tadeusz Sieczkowski (nagroda równorzędna)
- Projekt gmachu Państwowego Instytutu Meteorologicznego (Aerologicznego) w Warszawie na Bielanach (1938) – współautorzy: Anna Kodelska i Władysław Stokowski (I nagroda)
- Projekt rozplanowania komunikacyjnego portu lotniczego na Gocławiu w Warszawie (1938) – współautorzy: Czesław Duchnowski, Aleksander Kodelski, Anna Kodelska i Władysław Stokowski (zakupiony)
- Projekt szkicowy pawilonu polskiego na Wystawę Światową w Nowym Jorku w 1939 (1938) – współautorzy: Lucjan I. Piętka, Stefan Osiecki, Jerzy Skolimowski i Eugeniusz Szparkowski (I nagroda)